# 1997 год в авиации
Список событий в авиации в 1997 году.

## События
- 14 марта — конец эксплуатации пассажирского самолёта de Havilland Comet.
- 14 мая - дата создание альянса Star Alliance
- 15 мая — расстрел Як-40 в воздухе[1]
- 15 июля — первый полёт многоцелевого самолёта-амфибии Бе-103 (лётчик-испытательОАО «ТАНТК им. Г. М. Бериева» В. Ульянов).[2]
- 2 августа — первый полёт чешского учебно-тренировочного и учебно-боевого самолёта Aero L-159 ALCA.
- 4 сентября — первый полёт Ка-226 — многоцелевого вертолёта, разработанного ОКБ Камова.
- 7 сентября — первый полёт американского многоцелевого истребителя пятого поколения F-22A Raptor
- 17 сентября — первый полёт опытного образца самолёта Ан-140.[3]
- 24 сентября — первый полёт экспериментального палубного истребителя Су-47.

## Персоны

### Скончались
- 12 ноября — Русакова, Нина Ивановна, единственная женщина — заслуженный лётчик-испытатель СССР (7 октября 1959), полковник (1955).